# 戒台寺
戒台寺，又名戒坛寺，位于北京门头沟的马鞍山麓，与潭柘寺相距约为5公里山路。因在中国佛教历史上拥有规模宏大的戒台而著称于世。与杭州昭庆寺、泉州开元寺中的戒台并称中国三大戒台。
1996年，戒台寺被列入是中华人民共和国国务院批准的全国重点文物保护单位。

## 历史
戒台寺始建于唐代（622年），旧称慧聚寺。辽代高僧法钧来寺开坛讲授戒律，在这里营造戒台。当时在这里学完经文和戒律后要到潭柘寺楞严坛进行考核，合格者才准许出家，并能成为游方僧人。明代正统年间，戒台寺经过修葺，曾改名万寿寺。清康熙、乾隆年间曾进行扩建。清光绪十年（1884年）恭亲王奕訢被慈禧太后免职，到戒台寺隐居10年。

## 建筑布局
戒台寺的正殿是大雄宝殿，前有天王殿，后为千佛阁。在寺的西北院内有戒台殿。殿内挂有乾隆帝亲笔所题“树精进幢”的巨匾。殿堂四周分布着许多庭院。
现在用汉白玉砌成的戒台是明代所建，成正方形，边长三丈，高一丈多，分三级，四周雕有莲瓣、浮云。 
戒台也以树木著名，如“自在松”、“卧龙松”、“九龙松”和“活动松”。尤以活动松著名，随意拉动其中松枝，整棵树的枝叶都会跟着摇动，犹如一阵狂风袭来。乾隆皇帝在此留有一座“题活动松诗”的石碑。

## 相关连接
1. 戒台寺，https://web.archive.org/web/20050910115620/http://www.tanzhesi.com.cn/jtjj.htm連結寫Xinnet建構中
2. 文化共享·戒台寺，http://www.ndcnc.gov.cn/datalib/2003/Place/DL/DL-20031210112049/ （页面存档备份，存于）